# Força Aérea Turca

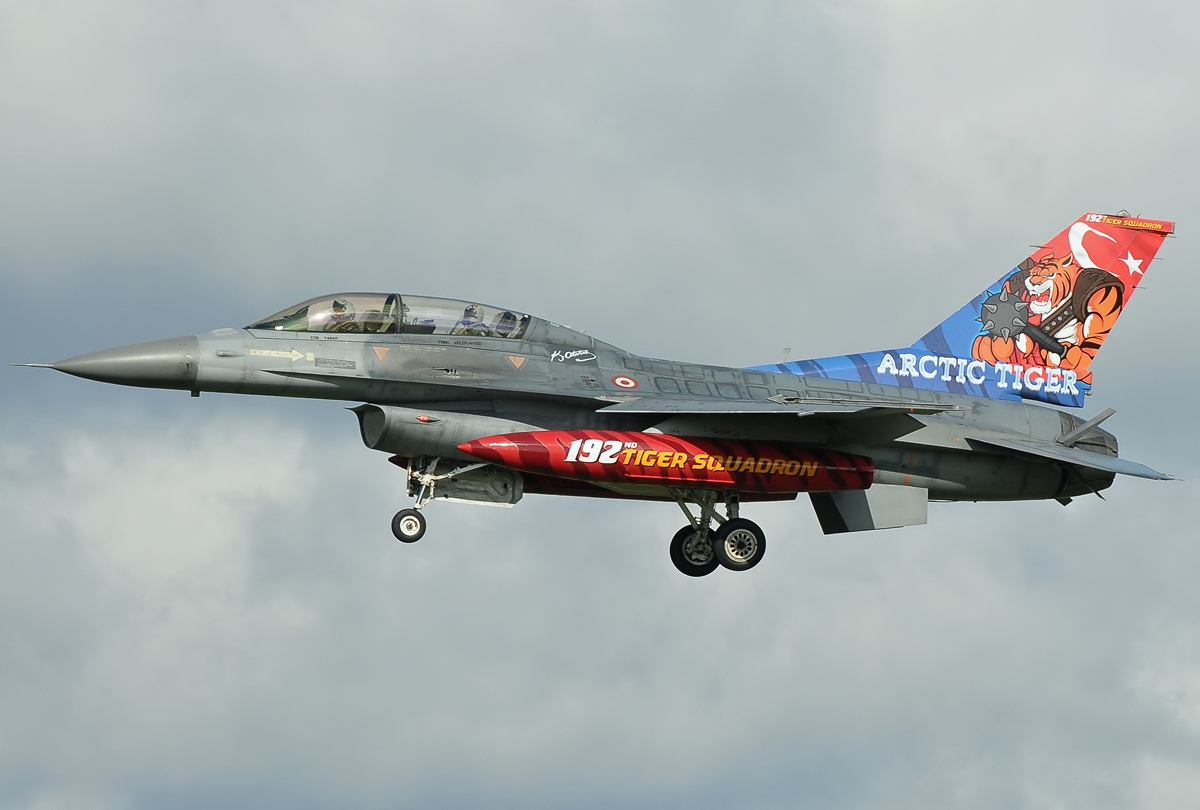
Um F-16C da Força Aérea Turca, construído pela Turkish Aerospace Industries.

A Força Aérea Turca (em turco: Türk Hava Kuvvetleri) é o ramo aéreo das Forças Armadas da Turquia. Ocupa o terceiro lugar na OTAN em termos de tamanho da frota aérea, atrás apenas da Força Aérea dos Estados Unidos (USAF) e da Força Aérea Real (RAF), com um inventário atual de 788 aeronaves (2010/2011).

## História
A aviação militar na Turquia remonta a quase um século, em 1911, quando as forças imperiais otomanas formaram a sua primeira unidade aérea. Com o estabelecimento da República da Turquia, em 1923, o moderno ramo aéreo turco veio à existência. A neutralidade da Turquia na Segunda Guerra Mundial limitou a sua exposição às avançadas táticas de guerra aérea e aeronaves modernas. Isto mudou na década de 1950, depois que a Turquia aderiu à Organização do Tratado do Atlântico Norte e tornou-se elegível para a assistência militar dos Estados Unidos. Isto abriu o caminho para que os pilotos turcos pudessem voar caças supersônicos e participar de importantes exercícios multinacionais da OTAN.
Mesmo com as hostilidades entre a OTAN e a União Soviética durante a Guerra Fria, que absorveram grande parte da atenção das forças armadas da Turquia até o final de 1980, o país tinha outros interesses estratégicos que queria proteger. O golpe de estado no Chipre, em 1974, apoiado pela Junta Militar Grega, levou à invasão do país para proteger a minoria étnica turca. Os aviões de combate da força aérea voaram missões de ataque durante a invasão, que também envolveu assaltos de paraquedas em larga escala e operações com helicópteros do Exército.
Durante a década de 1990, a força aérea turca esteve ativa em diversas frentes de combate. Em 1991, na Guerra do Golfo, a OTAN enviou aeronaves e mísseis superfície-ar MIM-104 Patriot à Turquia para retaliar qualquer tentativa de invasão das forças iraquianas ao país. Em 1993, a Turquia enviou caças F-16 Fighting Falcon à Itália, para dar suporte à zona de exclusão aérea na Bósnia e Herzegovina, e suas aeronaves de transporte entregaram ajuda humanitária para a sitiada Sarajevo. Os F-16 atacaram alvos sérvios durante a Operação Forças Aliadas.

## Acrobacias aéreas

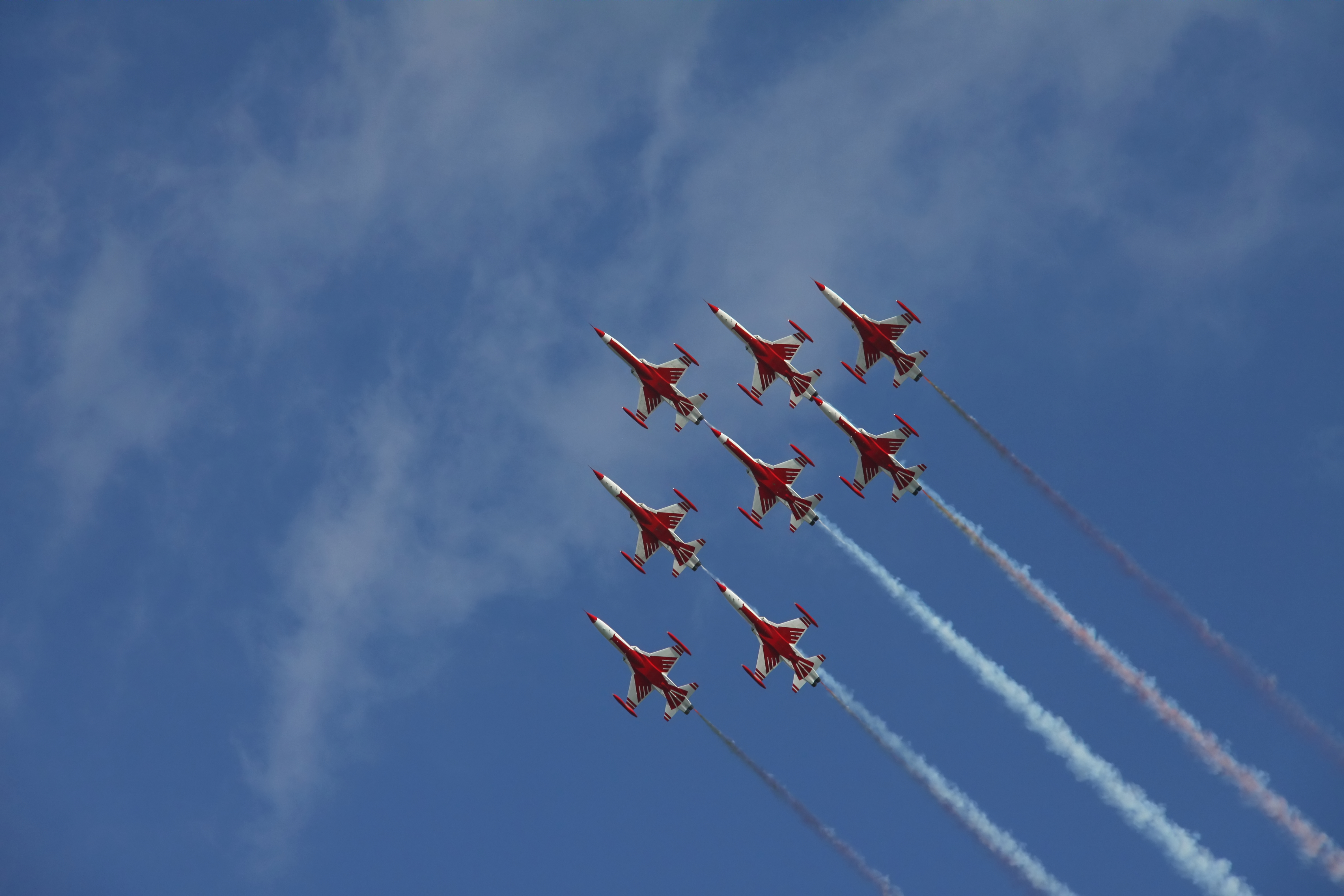
Türk Yıldızları, equipe nacional de acrobacias aéreas da Turquia.

As Estrelas Turcas (em turco: Türk Yıldızları) são a equipe de demonstrações acrobáticas da Força Aérea Turca e a equipe nacional de acrobacias aéreas do país. A equipe foi formada em 7 de novembro de 1992, e foi nomeada como Estrelas Turcas em 11 de janeiro de 1993. Eles voam com oito Canadair F-5, tornando-se uma das poucas equipes nacionais de acrobacias aéreas a pilotar aeronaves supersônicas, e é a única com formações de oito jatos supersônicos. Doze F-5 estão disponíveis para a equipe.